# (6760) 1980 KM
A (6760) 1980 KM a Naprendszer kisbolygóövében található aszteroida. Henri Debehogne fedezte fel 1980. május 22-én.